# 倉敷市立西阿知小学校
倉敷市立西阿知小学校（くらしきしりつ にしあちしょうがっこう）は、倉敷市西阿知町にある公立小学校。西阿知駅北に位置する。

## 歴史
1873年8月に明治政府によって設置され、2023年に150周年を迎えた。

## 目標

### 学校教育目標
- 心豊かにたくましく 地域と共に生きる子供の育成[1]

### 目指す学校像
子ども一人ひとりが喜びのある学校
- 自主的で活気のある学校
- 互いに思いやり励まし合う学校
- 整備された安全・安心な学校
- 家庭・地域に信頼される学校

### 目指す児童像
- 素直な子 勇気のある子 元気な子[1]

### 教育指導の重点
- 自ら学ぶ意欲を育てると共に、基礎・基本の定着を図る。
- 生涯にわたる健康の基盤造りに努める。
- 思いやりの心をもち、共に生きていく人間関係を培う。
- 地域とのかかわりを大切にした体験活動を充実する[1]。

## 校舎
校舎は南校舎、北校舎、そして新設された東校舎がある。以前はプレハブもあったが取り壊された。また中庭と運動場どちらもあり、運動場には遊具がある。
体育館もあり運動場と一緒に体育の授業に利用されている。
特別教室は職員室、音楽室、図工室、図書室、保健室、パソコンルーム、校長室、家庭科室などがある。

## 通学区域が隣接している学校
- 倉敷市立中洲小学校
- 倉敷市立中島小学校
- 倉敷市立旭丘小学校
- 倉敷市立連島北小学校
- 倉敷市立船穂小学校
- 倉敷市立柳井原小学校